# That's Amore - Due improbabili seduttori
That's Amore - Due improbabili seduttori (Grumpier Old Men) è un film del 1995 diretto da Howard Deutch. È il seguito di Due irresistibili brontoloni del 1993, e vi compaiono tutti gli interpreti della precedente pellicola, a cominciare da Jack Lemmon e Walter Matthau, a cui si va ad aggiungere Sophia Loren.

## Trama
Wabasha, nel Minnesota. John e Ariel sono sposati e vivono insieme, nella casa di fianco vive l'ancora scapolo Max. I due uomini trovano sempre il modo di stuzzicarsi a vicenda e provocarsi reciproci dispetti. Il passatempo preferito dai due rimane la pesca, che praticano separatamente sul lago vicino al paese, che non è più ghiacciato e su cui rispecchia un sole accecante. Entrambi usano la barca, ma John la alterna ad una poltrona a riva, per godersi la compagnia del padre novantacinquenne.
Un giorno arriva da Napoli una splendida donna di mezza età, Maria Sofia, assieme all'anziana madre, che ha comprato il vecchio negozio di pesca ed ha deciso di allestirvi una trattoria di cucina all'italiana. Poiché il negozio è l'unico ricordo di un vecchio amico, che lo gestì fino alla morte, ma soprattutto per la loro ostilità a qualsiasi cambiamento, i due tentano in ogni modo di sabotare la buona riuscita del progetto, e per fare questo accettano un compromesso e uniscono le loro forze. Maria è esasperata dai continui guai combinati dai due e sta per rinunciare alla trattoria.
In un tranquillo pomeriggio sul lago, mentre John e il padre stanno pescando, il padre stesso si spegne nel sonno. L'anziana madre di Maria, che si era nel frattempo affezionata al vecchio, si sente quasi in colpa. I due avevano passato la notte assieme pochi giorni prima.
Rendendosi conto di averla fatta grossa Max e John cessano gli atti di vandalismo. Max si invaghisce della donna, e alla fine la sposa, rischiando però di non arrivare in orario alla cerimonia, perché impegnato con John in una imprevista battuta di pesca per catturare uno dei pesci più grossi del lago, a cui i due danno la caccia invano da anni, riescono a catturarlo ma decidono poi in un momento di bontà di liberarlo e lasciargli trascorrere la vecchiaia in tranquillità.

## Produzione
Le riprese del film incominciarono 6 mesi dopo il primo capitolo, infatti l'ambientazione è estiva, totalmente opposta a quella di Due irresistibili brontoloni, che venne girato a 20 °C sotto zero e con frequenti bufere di neve. Si tratta del primo e unico film in cui recitano insieme Sophia Loren e Walter Matthau, ma in realtà la coppia era stata già prevista in un film iniziato nel 1963 dal regista Anatole Litvak, poi trasformato e divenuto nel 1964 Uno sparo nel buio (A Shot in the Dark) diretto da Blake Edwards e con protagonisti Peter Sellers ed Elke Sommer. 
È l'ultimo film in cui Jack Lemmon viene doppiato da Giuseppe Rinaldi. 
Il film fu l'ultimo interpretato da Burgess Meredith, che morirà nel 1997.